# Aspergillus hennebergii
Aspergillus hennebergii är en svampart som beskrevs av Blochwitz 1935. Aspergillus hennebergii ingår i släktet Aspergillus och familjen Trichocomaceae.   Inga underarter finns listade i Catalogue of Life.